# Kinsealy-Drinan
Kinsealy-Drinan (Irsk: ?) er et irsk byområde bestående af de to sammenvoksede bysamfund Kinsealy og Drinan i et forstatsområde nord for Dublin i County Dublin i provinsen Leinster, i den centrale del af Republikken Irland med en befolkning (inkl. opland) på 3.651 indb i 2006 (2.110 i 2002)